# Fenix*Tx
Fenix*Tx est un groupe de pop punk américain, originaire de Houston, au Texas. Formé en 1995 sous le nom de Riverfenix, ils comptent un EP, G.B.O.H., et un album, Riverfenix, sur des labels indépendants, avant de changer de nom. Ils signent plus tard avec MCA Records en 1999. Avec MCA, ils publient deux nouveaux albums, Fenix TX en 1999, et Lechuza en 2001.

## Biographie

### Débuts (1995–2002)
L'histoire de Fenix*Tx commence en 1995 avec quatre jeunes des banlieues de Houston qui décident de former un groupe pour sortir de leur vie de tous les jours. Il comprend William Salazar au chant et à la guitare, Damon De la Paz à la guitare, Adam Lewis à la basse, et Donnie Reyes à la batterie. Le groupe est initialement formé sous le nom Riverfenix. L'appellation devra être changée car un autre groupe s'appelait déjà comme cela. Le groupe se rebaptise donc Fenix*Tx.
Leur premier album, intitulé Fenix*Tx, publié en 1999, se fait connaître grâce à Speechless et All My Fault, dont le clip sera diffusé sur MTV. Mais Donnie Reyes, le batteur, quitte le groupe. Il sera remplacé par Damon, le guitariste, car il fait également de la batterie (il a d'ailleurs remplacé Travis Barker, le batteur de Blink 182, lorsque ce dernier s'est blessé au cours d'une tournée).
C'est James Love qui arrive dans le groupe pour remplacer Damon à la guitare. C'est avec lui que démarre l'enregistrement de Lechuza, produit par Jerry Finn (producteur de Blink 182, Sum 41, Green Day...), qui sort en 2001. Mais James Love quitte le groupe après l'enregistrement de l'album car il ne veut pas faire de tournées, et il est remplacé par Chris Lewis pour la tournée en soutien à l'album. Malheureusement, en septembre 2002, le groupe se sépare à la suite de conflits portant sur l'orientation musicale de Fenix*Tx.

### Retour (2005–2006)
Willam Salazar et Chris Lewis vont alors créer un groupe appelé Denver Harbor, qui à l'heure actuelle, publie un album, Scenic. De leurs côtés, Adam Lewis et Damon De La Paz, se sont retrouvés dans une formation nommée Sing the Body Electric, qui rencontrera un succès mitigé.
Mais en 2005, le groupe se reforme pour refaire des tournées, et enregistrer un album live, Purple Reign In Blood. Durant le mois d'avril 2006, il est annoncé que Ilan Rubin remplacerait dorénavant Damon De La Paz à la batterie, et qu'un troisième album serait prochainement enregistré.

### Deuxième retour (depuis 2009)
Le 14 août 2009, Fenix*Tx annonce le retour de la formation Riverfenix pour un nouvel album prévu en 2010. Cependant, le groupe explique par la suite qu'il s'agissait d'une erreur, et qu'il reviendra avec une formation différente. Ils tournent aussi à la fin 2010. Fenix*Tx publie trois nouvelles chansons Bending Over Backwards, Coming Home et Nothing Seems Bigger than This sur Soundcloud le 4 janvier 2012.
Le 4 avril 2016, Fenix TX est confirmé au label Cyber-Tracks dans lequel ils y publieront un nouvel EP intitulé Cre-Ep annoncé pour le 30 septembre 2016. En juin 2016, ils jouent en acoustique pour les Punks in Vegas Stripped Down Sessions.

## Membres

### Membres actuels
- William Salazar – chant, guitare solo (1995–2002, 2005–2006, depuis 2009)
- Adam Lewis (†) – basse, chœurs (1995–2002, 2005-2006, depuis 2013)
- Chris Lewis – guitare solo, chœurs (2001–2002, 2005–2006, depuis 2009)
- Hayden Scott – batterie (depuis 2012)

### Anciens membres
- Carl Lockstedt – chant (1995)
- Damon DeLaPaz – guitare, chœurs (1995–2001, 2005-2006), batterie (2000-2002)
- Donnie Reyes – batterie, percussions (1995–2000)
- James Love – guitare (2001)
- Ilan Rubin – batterie (2006–2008)
- Trevor Faris – batterie (2010-2012)
- Aaron Thompson – basse, chœurs (2010-2012)

## Discographie
- 1999 : Fenix*Tx
- 2001 : Lechuza
- 2005 : Purple Reign In Blood (live)
- 2016 : Cre-EP